# Hausen bei Geltendorf
Hausen bei Geltendorf (amtlich Hausen b.Geltendorf) ist ein Ortsteil und Kirchdorf der Gemeinde Geltendorf im oberbayerischen Landkreis Landsberg am Lech. Der Ort liegt ungefähr 17 Kilometer nordöstlich von Landsberg am Lech.

## Geschichte
In einer Urkunde des Landgerichts Landsberg wurde Hausen im Jahr 1270 erstmals urkundlich erwähnt.
Am 1. Juli 1972 wurde die bis dahin selbstständige Gemeinde nach Geltendorf eingemeindet und wechselte gleichzeitig vom Landkreis Fürstenfeldbruck in den Landkreis Landsberg am Lech.

## Baudenkmäler
Siehe auch: Liste der Baudenkmäler in Hausen
- Katholische Pfarrkirche St. Nikolaus, im Kern 16. Jahrhundert
- Pfarrhaus, erbaut 1800

## Bodendenkmäler
Siehe: Liste der Bodendenkmäler in Geltendorf

## Verkehrsanbindung
Hausen liegt etwa zwei Kilometer nördlich von Geltendorf. Eine Buslinie verbindet Hausen mit Geltendorf in der einen Richtung und Landsberg in der anderen Richtung.

## Vereine und Veranstaltungen
- Bayerischer Bauernverband
- Burschenverein e. V.
- Freiwillige Feuerwehr
- Hauser Dorfmusikanten
- Schützenverein
- Theaterverein
- Veteranenverein

Die größte Veranstaltungen in Hausen ist der (fast) alljährliche Dreikönigslauf, ein Benefiz-Lauf, bei dem die Einnahmen an ein Kinderhilfsprojekt gespendet werden.
Eine weitere Veranstaltung ist die jährlich stattfindende Abriss-Ski Party vom Burschenverein Hausen e. V.